# James Cleugh
James Cleugh (1891 - 1969) fue un escritor, historiador y traductor inglés.
Fundó la agencia Aquila Press en los años 30 para publicar sus trabajos literarios. Escribió o tradujo personalmente más de 50 libros. Tuvo especial interés en sucesos de la guerra civil española y la Primera y Segunda guerras mundiales, y tradujo del alemán los estudios del oficial Walter Dornberger sobre el cohete V2.